# Річард Родні Беннетт
Сер Річард Родні Беннетт (англ. Sir Richard Rodney Bennett, 29 березня 1936 – 24 грудня 2012, Нью-Йорк) — британський композитор.
Зробив блискучу кар'єру в області класичної музики, і був одним із небагатьох композиторів, які вчилися у П'єра Булеза в Парижі наприкінці 1950-х.
Беннетт писав музику для кіно та телебачення і здобув три номінації на Оскар, зокрема за музику до фільму «Вбивство у Східному експресі» (1974).
Також був автором джазових композицій, трьох симфоній, опер і хорових творів.